# Лис и пёс
«Лис и пёс» (англ. The Fox and the Hound) — 24-й полнометражный мультфильм, снятый на студии Уолта Диснея по мотивам одноимённого романа (1967) Дэниела Мэнникса. Это режиссёрские дебюты Теда Бермана и Ричарда Рича. Премьера мультфильма состоялась в США 10 июля 1981 года.
2 мая 2000 года мультфильм был переиздан на DVD, а в 2006 году студия Диснея выпустила продолжение — «Лис и пёс 2».
Бюджет мультфильма составил 12 млн долларов. Общие сборы от проката составили более 80 млн долларов. Количество зрителей, посмотревших мультфильм, превысило 12 млн человек.

## Сюжет
События происходят в сельской местности в Аппалачах. Молодой лисёнок остаётся сиротой, когда его мать убивают охотники. Доброжелательная сова Мамуля устраивает так, что лисёнка берёт к себе на ферму в качестве любимца сострадательная вдова Твид. Вдова даёт лисёнку имя — Тод. Между тем Амос Слейд, охотник и сосед вдовы Твид (вполне возможно, что это именно он убил мать Тода), приносит домой щенка охотничьей собаки по имени Коппер и поручает заботу о нём своему опытному охотничьему псу — Чифу (англ. Chief). Случай сводит Тода и Коппера, и два молодых зверька быстро становятся друзьями.
Узнав об этом, Слейд сажает Коппера на привязь, а Тод, в поисках своего друга, оказывается на ферме Слейда. По неосмотрительности лисёнок будит Чифа и Слейда, и те бросаются за ним в погоню. Вмешавшись, вдова Твид спасает Тода, но разгорячённый Слейд предупреждает, что убьёт лисёнка, если тот вновь появится на ферме.
С открытием охотничьего сезона Слейд забирает псов на охоту. Мамуля пытается объяснить Тоду, что их дружба с Коппером не сможет продолжаться, поскольку они рождены быть врагами, но Тод отказывается в это верить.
Проходят месяцы — Коппер становится превосходным охотничьим псом, а Тод превращается в симпатичного лиса. По возвращении Коппера Тод улучает возможность встретиться с другом, однако Коппер даёт ему понять, что хоть он и ценит былую дружбу, но всё изменилось. Просыпается Чиф, и начинается новая погоня не без их хозяина (Амоса Слейда). Коппер пытается ей помешать, но Чиф продолжает преследование. На железнодорожном мосту Тоду удаётся улизнуть, а Чифа сбивает проходящий поезд. Тот падает вниз с моста и повреждает заднюю лапу.
Найдя Чифа раненным, Коппер, пожалев что он спас Тода, решает отомстить ему. И Амос Слейд, также злобно, желает во что бы то ни стало убить Тода, возмущённо объяснив Твид, что из-за лиса Чиф чуть не погиб. Дабы спасти жизнь лиса, вдова Твид отвозит его в заповедник. У Тода впереди трудное время адаптации, и сова Мамуля помогает ему, представляя его симпатичной лисичке по имени Викси. Молодые постепенно влюбляются друг в друга.
Однако Слейд и Коппер в поисках Тода, незаконно перерезав проволоку, пересекают границу заповедника. После длительного преследования (он даже удивился появлением лисицы и храбрости лиса) они подвергаются нападению потревоженного гризли. Слейд попадает в собственный капкан, в то время как Коппер проигрывает в неравной схватке с крупным зверем. Однако на помощь не справившейся собаке приходит Тод. Чтобы спасти друга, он заманивает гризли на лежащее на краю обрыва бревно. Бревно обрушивается, и гризли с лисом падают в водопад. Тод выбрался, а гризли задавило камнями, к выжившему, но обессиленному Тоду приближается Коппер, поражённый поступком бывшего друга.
Внезапно появляется Амос Слейд, готовый пристрелить лиса, но Коппер заслоняет Тода своим телом. Охотник опускает ружьё (понял, что он спас их, а убийство спасителя - это слишком даже для охотников), и они с Коппером возвращаются домой. Дома вдова Твид забинтовывает ногу Слейда.
В конце Тод и Коппер понимают, что хотя они не смогут больше видеться, их дружба навсегда останется в их сердцах.

## Производство

### Режиссура
Сорежиссёрами фильма стали Тед Берман, Ричард Рич и Арт Стивенс. Работа над мультфильмом началась в 1977 году. Точкой отправления стали диснеевские «Девять стариков». Вольфганг Райтерман стал продюсером, Фрэнк Томас и Олли Джонстон работали над главными персонажами. Но завершило фильм новое поколение аниматоров, таких как Дон Блут, Рон Клементс, Глен Кин, Джон Маскер, Тим Бёртон, Брэд Бёрд.
Когда Дон Блут решил уйти из компании Walt Disney, чтобы открыть свою собственную студию Don Bluth Productions, вместе с ним ушло ещё 11 аниматоров, в связи с чем производство мультфильма было отложено, и он был завершён только спустя четыре года.
Тед Берман ранее значился мультипликатором персонажей в мультфильме 1961 года «101 далматинец» и автором «Приключений Винни» (1977). Позже он стал сорежиссёром мультипликационного фильма «Чёрный котёл» (1985).
Ричард Рич находился в команде Диснея с 1972 года, но это было его первым большим назначением. Он также был сорежиссёром мультфильма «Чёрный котёл». Позже он основал собственную анимационную студию Rich Animation Studios. Самый известный фильм этой студии — «Принцесса-лебедь» (1994).
Арт Стивенс ранее был мультипликатором персонажей в мультфильме «Питер Пэн» (1953), «101 далматинец» и «Робин Гуд» (1973). Позже режиссировал мультфильм «Спасатели» (1977).

### Сценарий
Главная сюжетная линия была основана на романе Дэниела Мэнникса, но по сути всё, что было взято от книги, это имена главных персонажей. Книга от начала и до конца наполнена трагическими событиями, и её конец не имеет ничего общего с мультфильмом: Тод умирает от истощения во время финальной погони, а Коппер будет застрелен собственным хозяином, когда тот решает всё-таки уехать в дом для престарелых, где запрещено держать собак. Собственно дружба Тода с Коппером, которая является лейтмотивом в мультфильме, в книге как таковая отсутствует.
По первоначальному замыслу авторов фильма, так же как и в книге, Чиф должен был погибнуть от удара поездом, с тем чтобы месть Коппера была более оправданной. Однако Стивенс был против такого развития сюжета, и команда Диснея не стала повторять ошибки и отбрасывать печальный опыт, полученный в ходе создания «Бэмби». Правда, как и в «Бэмби», мать Тода тоже убивают, но на экране её показывают не более трёх минут, в отличие от матери Бэмби, являющейся одним из главных персонажей мультфильма.

## Роли озвучивали
- Микки Руни, Кит Митчеллт — Тод взрослый, Тод в детстве
- Курт Рассел, Кори Фелдман — Коппер, Коппер в детстве
- Перл Бэйли — сова Мамуля
- Джек Альбертсон — Амос Слейд
- Сэнди Дункан — Викси
- Жанетт Нолан — вдова Твид
- Пэт Баттрам — Чиф
- Джон Фидлер — дикобраз
- Джон МакИнтайр — барсук
- Дик Бакальян — Динки
- Пол Уинчелл — Бумер
- группа «Сквикс» — гусеница
- Брайан Каммингс — лошадь • бык • жук • муравей (в титрах не указан)

## Реакция
Несмотря на то, что мультфильм имел финансовый успех, общая реакция кинокритиков была неоднородной. Многие были разочарованы тем, что преимущественно молодой творческий коллектив, многие из которого только недавно присоединились к компании, произвёл фильм, который казался консервативным как по общей концепции, так и по исполнению. Другие критики, как Ричард Корлисс из Time Magazine, похвалили фильм за его разумную историю о предубеждении. В частности, Корлисс утверждал, что фильм иллюстрирует, как предубеждения могут наносить ущерб и отравлять даже самые глубокие отношения, а сладостно-горькое окончание фильма доставляет мощное и важное моральное послание зрителям.
По данным ресурса Rotten Tomatoes, 69 % кинокритиков выдали положительные заключения о фильме.

## Награды
- 1982 Фильм участвовал в немецком кинофестивале Golden Screen победил и получил награду[11].

## Группа создателей
- Сюжет: Ларри Клеммонс, Тед Берман, Дэвид Микенер, Питер Янг, Барни Мэттинсон, Стив Хьюлетт, Эрл Кресс, Вэнс Джерри
- Творческий ассистент продюсеров: Мелвин Шоу
- Главные аниматоры: Рэнди Картрайт, Клифф Нордберг, Фрэнк Томас, Глен Кин, Рон Клементс, Олли Джонстон
- Аниматоры персонажей: Эд Гомберт, Джон Маскер, Дэйл Оливер, Джерри Рис, Рон Хасбенд, Дик Н. Лукас, Дэвид Блок, Крис Бак, Джеффри Дж. Вараб, Чак Харви, Хендел С. Бутой, Фил Ниббелинк, Даррел Ван Киттерс, Майкл Седено, Филлип Янг
- Анимация эффектов: Тэд Кирси, Джек Бойд, Дон Пол
- Координаторы анимации: Уолт Стэнчфилд, Дэйв Судинг, Лерой Кросс, Чак Уильямс
- Ассистенты: Том Ферритер, Сильвия Мэттинсон, Дон Хан, Марк А. Хестер, Терри Л. Носс
- Арт-директор: Дон Гриффит
- Макеты: Дэн Хансен, Сильвия Ремер, Майкл Пераза-мл., Гленн В. Вилппу, Гай Василович, Джо Хэйл
- Стилист цвета Джим Колмэн
- Рисование фонов: Даниэла Белецка, Брайан Себерн, Кэтлин Суэйн
- Продакшн-менеджеры: Эдвард Хансен, Дон Даквол
- Звук Херб Тэйлор
- Монтаж: Джеймс Мелтон, Джеймс Кофорд, Эвелин Кеннеди, Джек Уодсворт
- Композитор: Бадди Бэйкер
- Оркестровщик: Уолтер Шитс
- Сопродюсеры: Вольфганг Рейтерман, Арт Стивенс
- Исполнительный продюсер: Рон Миллер
- Продюсеры и режиссёры: Тед Берман, Ричард Рич

## Песни

### "Лучший из друзей"
- Музыка Ричарда Джонстона
- Слова Стэна Фиделя

### "Нехватка образования", "Охотник", "Ценить леди"
- Музыка и слова Джима Стэффорда

### "Прощание может казаться вечным"
- Музыка Ричарда Рича
- Слова Джеффри Пэтча